# Gemfibrozil
Le gemfibrozil est un médicament de la classe des fibrates. Il s'utilise dans le traitement des hypertriglycéridémies et dyslipidémies.
Les essais cliniques démontrent qu'en plus de changements dans les profils lipidiques, les fibrates diminuent l'incidence d'événements cardiovasculaires ;  le gemfibrozil présente l'avantage le plus prononcé parmi cette classe de médicaments.

## Interactions médicamenteuses
Le gemfibrozil et son métabolite sont des inhibiteurs du cytochrome P450 de type CYP2P8 et CY2P9 avec un risque d'interaction médicamenteuse avec la pioglitazone et le répaglinide. Il augmente également le taux sanguin des statines avec un risque plus important de complications musculaires.

## Histoire du développement
Le gemfibrozil a été sélectionné à partir d'une série de composés apparentés synthétisés dans les laboratoires de la firme américaine Parke Davis vers la fin des années 1970. Le produit venait de la recherche de composés qui diminuent les lipides plasmatiques chez l'homme et les animaux.